# Pachycondyla sennaarensis
Pachycondyla sennaarensis är en myrart som först beskrevs av Mayr 1862.  Pachycondyla sennaarensis ingår i släktet Pachycondyla och familjen myror.

## Underarter
Arten delas in i följande underarter:
- P. s. decolor
- P. s. ruginota
- P. s. sennaarensis

## Bildgalleri

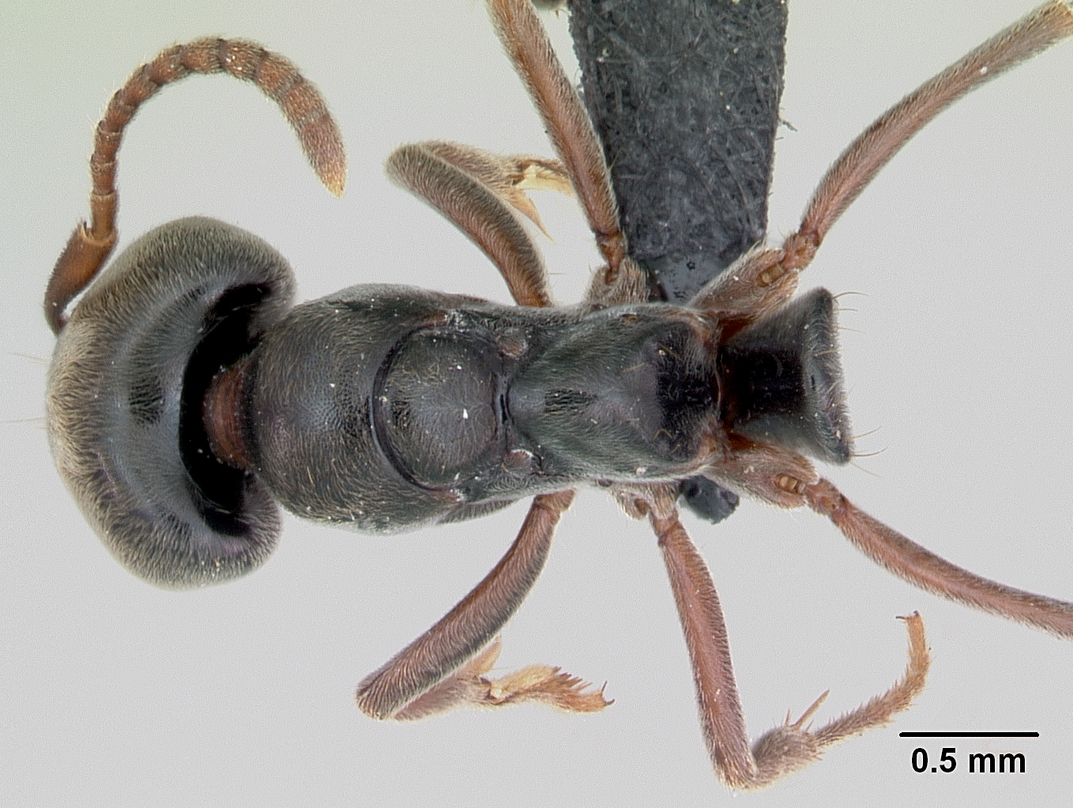
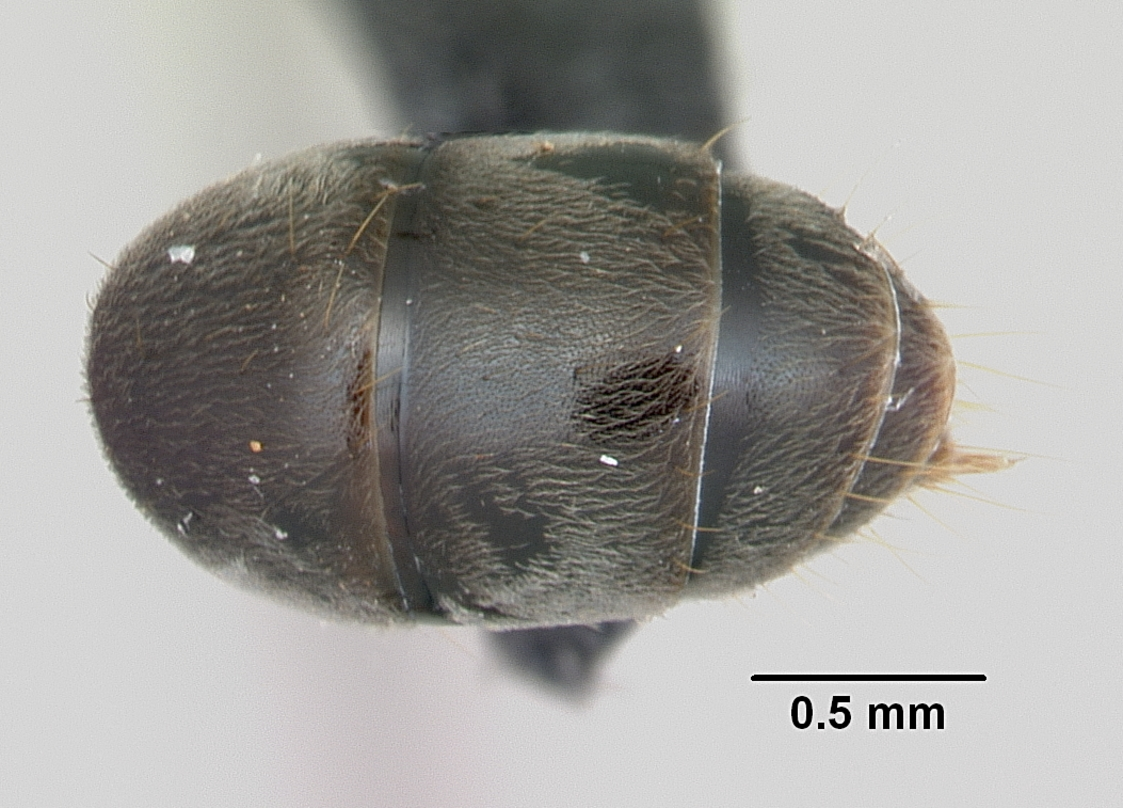
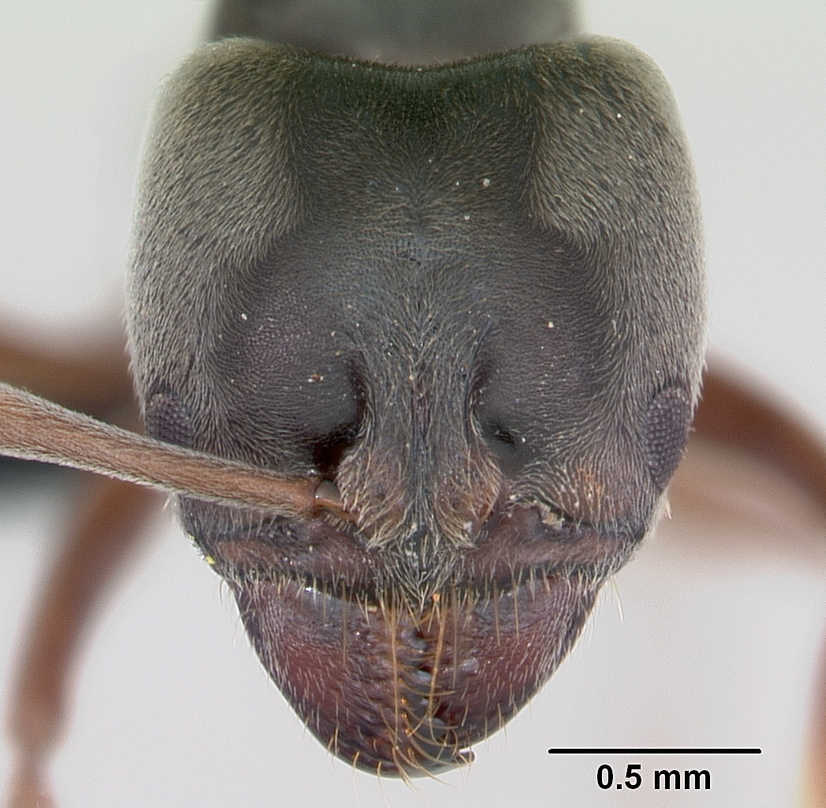
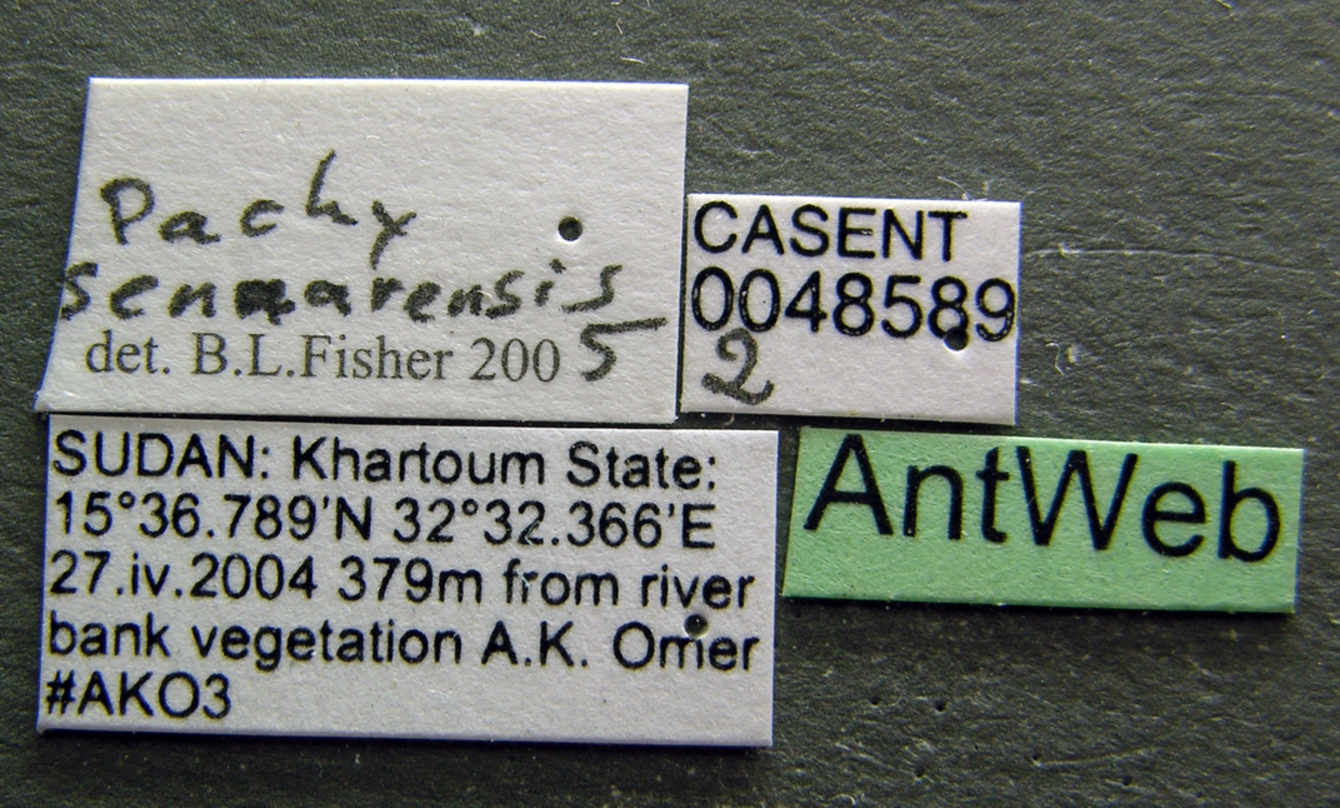
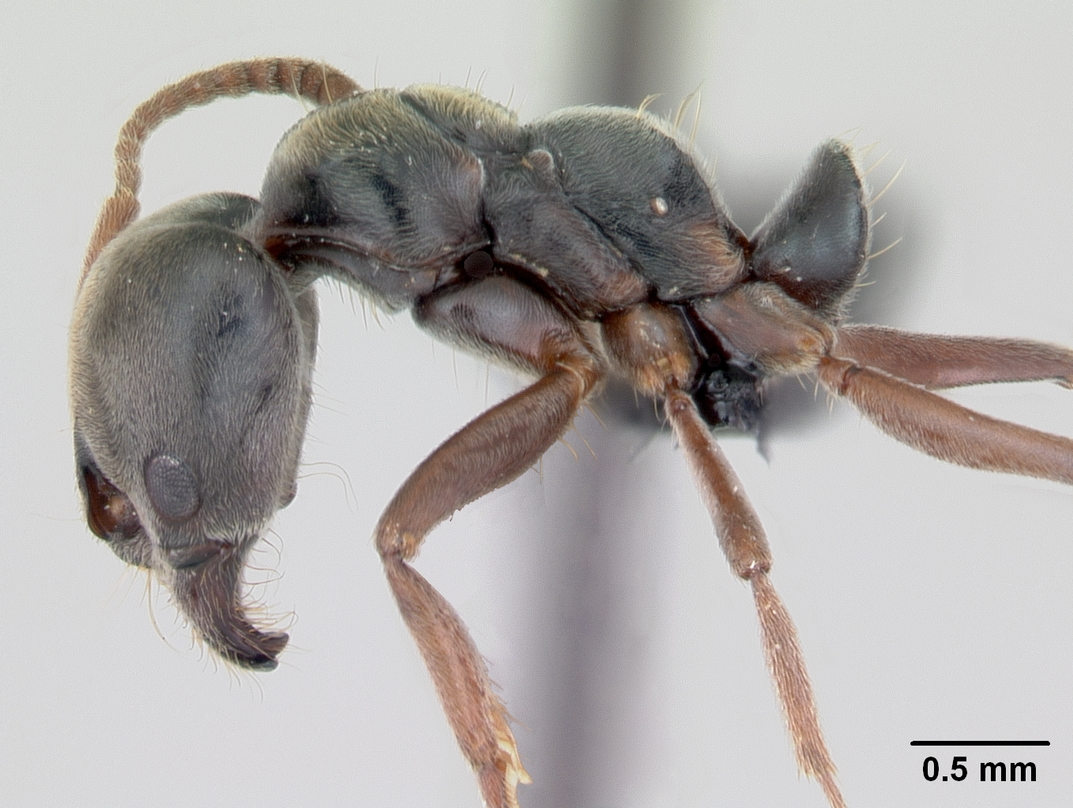
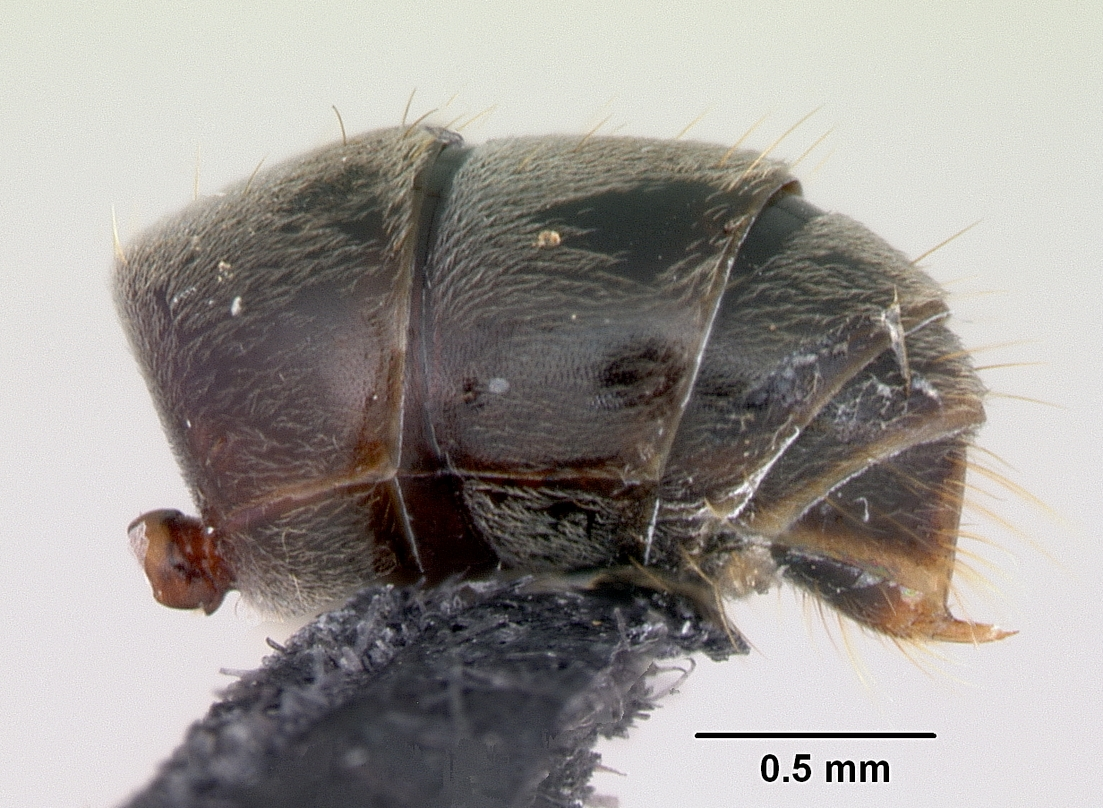